# Chiesa dei Santi Giacomo e Filippo (Cornaredo)
La chiesa dei Santi Giacomo e Filippo è la parrocchiale di Cornaredo edificata nella seconda metà del XIX secolo secondo forme neoclassiche. Sorge nel centro storico e domina l'antistante piazza Libertà, centro della vita del paese.
Il templum (in italiano tempio)venne aperto al culto il 4 ottobre 1863, festa della Madonna del Rosario, e benedetto dall'allora prevosto della basilica di Sant'Ambrogio, monsignor Francesco Maria Rossi (che posò la prima pietra della chiesa nel 1862).

## La storia del tempio

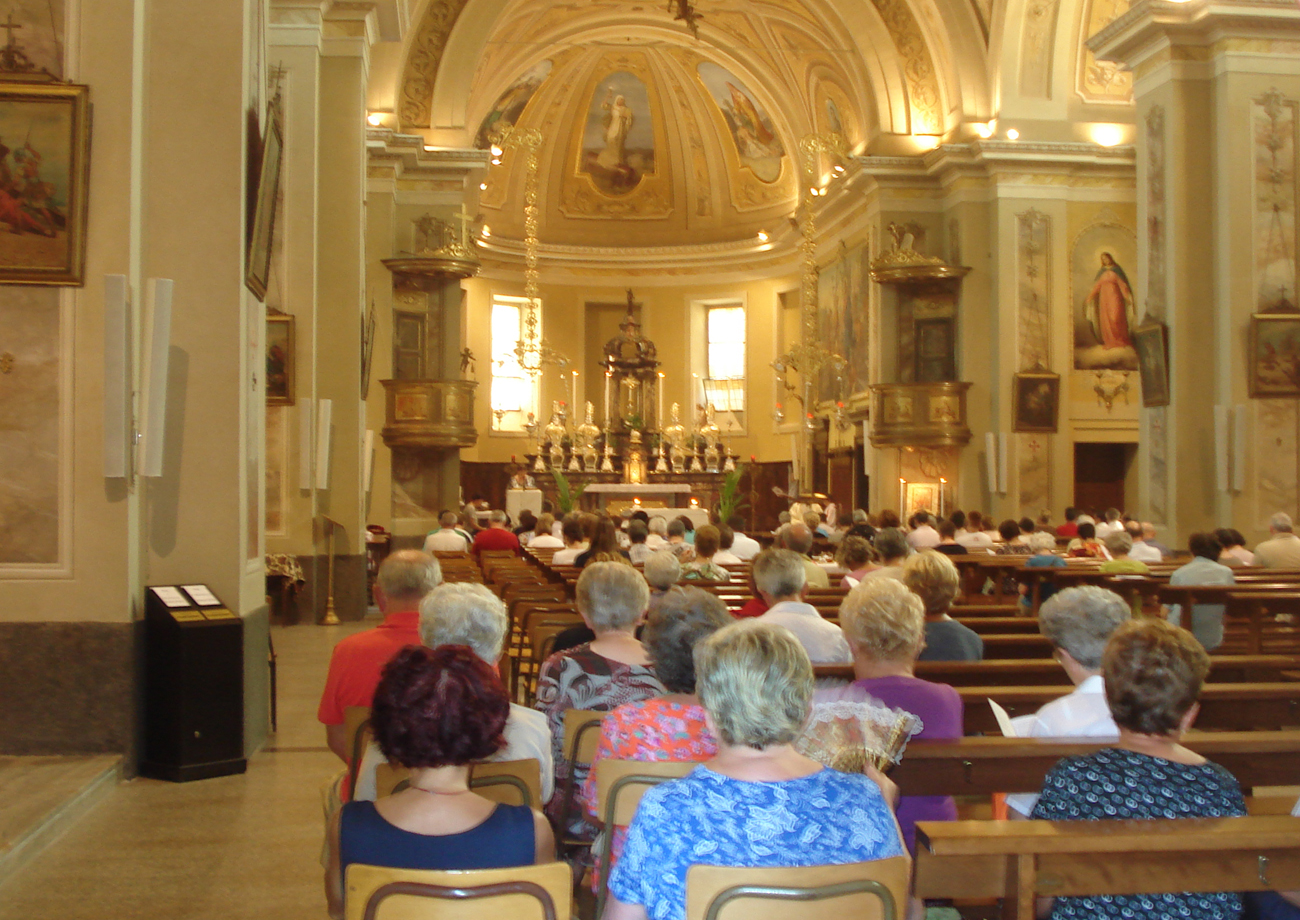
L'interno della chiesa durante la solennità dell'Assunta

La fondazione della chiesa risale probabilmente all'epoca medioevale, dal momento che già risulta elencata nel Liber Notitiae Sanctorum Mediolanensis di Goffredo da Bussero e sottoposta alla Pieve di Nerviano.
Nel corso del XVII secolo, la parrocchia passa sotto la circoscrizione territoriale soggetta alla Pieve di Rho.
In una visita pastorale del cardinale Giuseppe Pozzobonelli (1755), viene fatto cenno che nella chiesa avevano sede tre diverse confraternite: una dedicata al Santissimo Sacramento, una al Santissimo Rosario e l'altra alla Santa Croce. Il numero dei parrocchiani era all'epoca di circa 1400.
Alla parrocchia apparteneva anche la chiesa di San Pietro all'Olmo, che divenne autonoma solo nel 1843 con un decreto arcivescovile (ritornerà ad essere soggetta alla parrocchia di Cornaredo il 1º giugno 2013, in occasione dell'istituzione della comunità pastorale cittadina), con primo parroco responsabile mons. Fabio Turba, fino ad allora parroco di Cornaredo (2008) e amministratore parrocchiale di San Pietro all'Olmo (2011).
La chiesa di allora, venne completamente ricostruita alla metà dell'Ottocento, ed è rimasta immutata nel corso del tempo nelle forme che ancora oggi si possono ammirare: la facciata è distinta da un piccolo colonnato, con un timpano sopraelevato ed elegante, sormontato da due statue di angeli. La vecchia costruzione, oggetto di alcune battaglie marginali della più nota battaglia di Magenta, uscì malconcia da alcuni scontri e venne interamente demolita; gli abitanti, perlopiù muratori e carpentieri, offrirono il loro lavoro (praticamente gratuitamente) per ricostruire in fretta il loro tempio: nel giro di un anno la nuova chiesa venne addirittura inaugurata e oggi possiamo ammirare il frutto del lavoro degli operai, poiché uno degli altari laterali è dedicato al patrono dei muratori, San Mauro, che è anche compatrono della parrocchia.

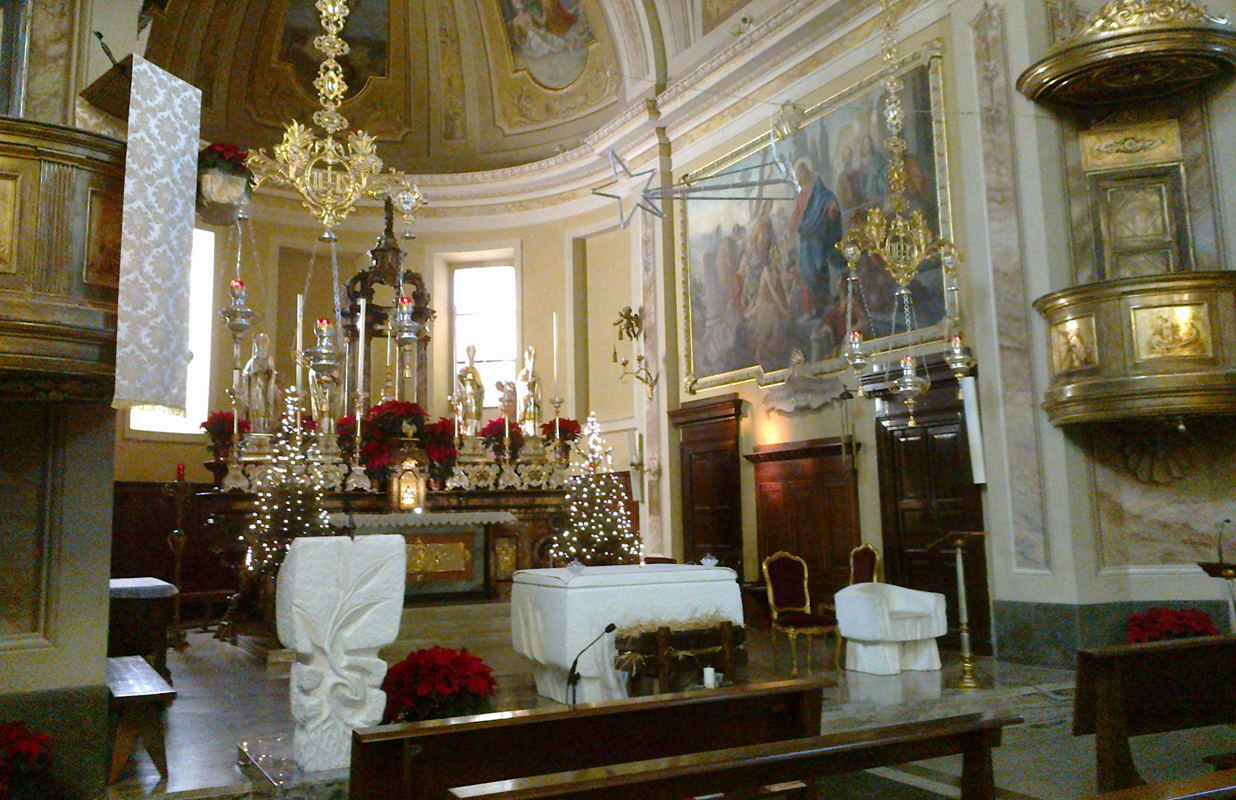
Altare parato a festa per il Natale 2011. Visibile l'altare postconciliare posto anteriormente all'altare maggiore dopo l'adeguamento liturgico.

L'organo in controfacciata è opera di Carlo Aletti di Monza, che lo ha terminato nel 1870.
La chiesa è stata consacrata dall'Arcivescovo di Milano, S.E.R. il cardinale Andrea Carlo Ferrari, il 9 novembre del 1906, in una solennissima cerimonia che ha visto le reliquie dei santi Donato e Fruttuoso, essere inserite nel nuovo altare maggiore, appena terminato su disegno di don Ambrogio Mojoli. L'Arcivescovo dispose che la memoria della dedicazione, e quindi della festa del paese, fosse celebrata da quel momento in poi la prima domenica di settembre.
In occasione del centenario di dedicazione della chiesa parrocchiale, avvenuto il 3 settembre 2006, è stata officiata una concelebrazione eucaristica, con tutti i sacerdoti nativi di Cornaredo e con tutti i sacerdoti che hanno svolto un'attività pastorale sul territorio, presieduta dal cardinale arcivescovo Dionigi Tettamanzi al termine dei lavori di restauro che hanno interessato la chiesa tra il 2005 e il 2006,  voluti dall'allora parroco don Albino Panzeri. Con l'arrivo del parroco mons. Fabio Turba si sono conclusi i lavori di restauro della chiesa (con la sistemazione del nuovo altare, consacrato il 13 settembre 2009 dall'Arcivescovo Dionigi Tettamanzi e la benedizione della nuova aerea battesimale recuperando l'antica postazione all' ingresso dell'edificio).

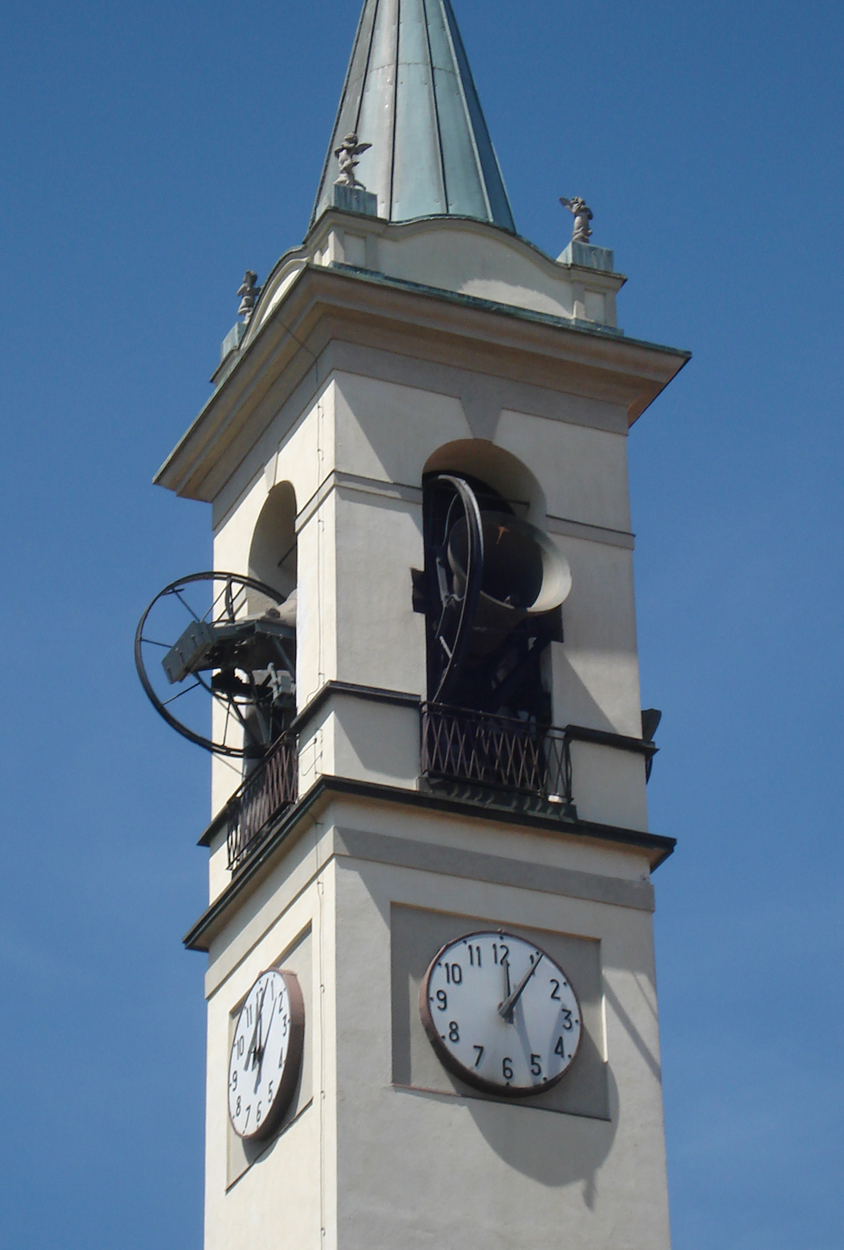
Le campane della chiesa suonano a distesa

Nel 2011 è stata la volta della chiesa di Santa Croce (1933), nella frazione di Cascina Croce, ad essere oggetto di manutenzione straordinaria e restauro dove è stata collocata una tela restaurata del 1736 raffigurante " Cristo in croce tra la Madonna e sant' Antonio di Padova" proveniente dal demolito oratorio Dugnani; nel 2013 i pulpiti lignei (sec. XVIII) della parrocchiale; nel 2015/2016 è stato recuperato grazie alla ditta Organi Mascioni l'organo (silenzioso da cinque decenni) benedetto dal parroco mons. Turba con una solenne celebrazione la sera di sant'Ambrogio 7 dicembre 2016, vigila dell'Immacolata Concezione.

## Campane di Cornaredo

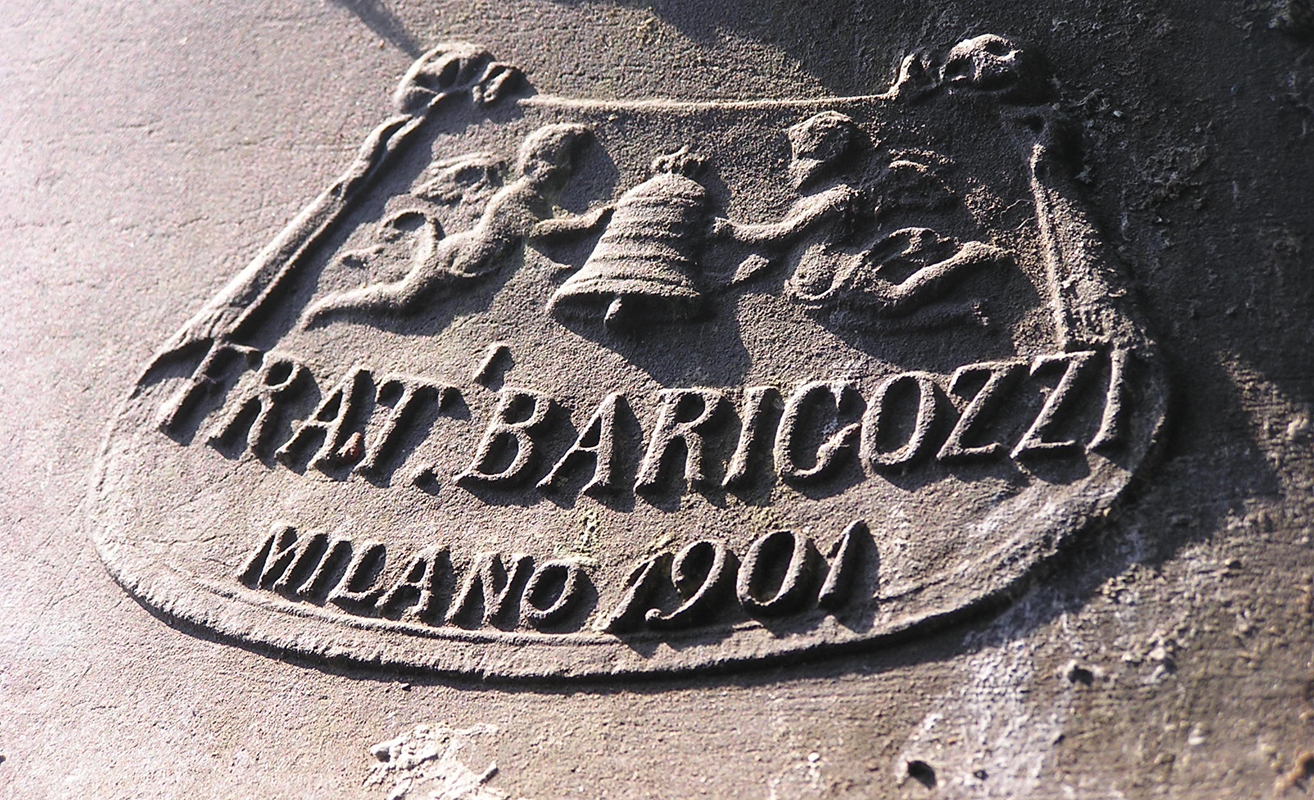
Il marchio Barigozzi sulle campane del 1901.

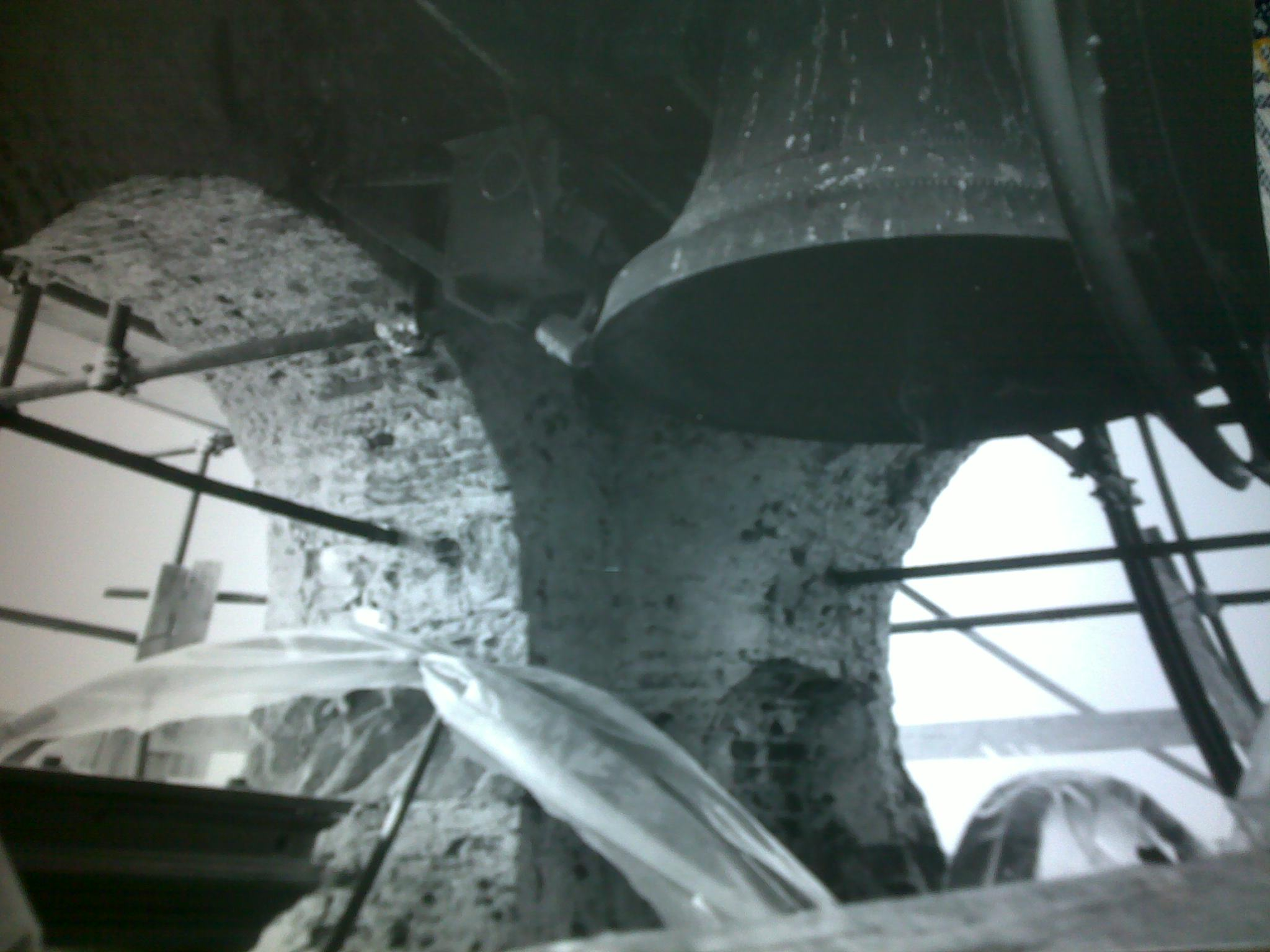
L'interno della cella, dopo la sostituzione del campanone nel 1957

Le prime notizie certe riguardo alle campane della chiesa risalgono all'anno 1659, quando ne vennero comprate tre. I primi dati riguardo al suono di queste risalgono a pochi anni dopo, e precisamente al 7 settembre 1688, quando ebbe luogo una processione della Beata Vergine del Rosario. Nel 1799 la campana minore si crepò e venne rifusa ad opera di Luigi Bozzi di Milano. Per l'occasione si procedette anche alla fusione di due campane più grandi, per portare il concerto a cinque campane. Col rifacimento per intero della chiesa nel 1863 le cinque campane vennero trasferite sul nuovo campanile, che già alla fine dell'Ottocento subì un'opera di consolidamento perché già a rischiò di crollo.
Nel 1901 si decise di fondere un nuovo concerto, più grave del precedente. La fusione avvenne ad opera della ditta dei fratelli Barigozzi di Milano, che intonò il concerto in Si2 maggiore. Nel 1933 venne sostituita la seconda campana, nel 1952 la torre venne provvista di un orologio ad automazione elettrica, mentre nel 1957 venne rifuso il campanone. Per l'occasione vennero automatizzate le campane, mantenendo comunque il doppio sistema di suono con le corde e la tastiera. Durante i primi anni '90 venne tolta la tastiera, utilizzata per il suono a festa mentre nel 2006, vennero tolte le corde a tutte le campane, pur mantenendo la doppia ruota e cioè la possibilità di ripristinarle in un futuro.
| Campana              | Anno di fusione | Nota nominale | Dedicazione        | Diametro |
| -------------------- | --------------- | ------------- | ------------------ | -------- |
| Campana minore (I)   | 1901            | Fa#3          | San Filippo        | 988 mm   |
| Seconda campana (II) | 1933 (rifusa)   | Mi3           | San Giacomo        | 1105 mm  |
| Terza campana (III)  | 1901            | Re#3          | San Carlo Borromeo | 1181 mm  |
| Quarta campana (IV)  | 1901            | Do#3          | Sant'Ambrogio      | 1334 mm  |
| Campanone (V)        | 1957 (rifusa)   | Si2           | Immacolata         | 1498 mm  |

### Le suonate
Di seguito sono elencati i segni tradizionali, che vengono utilizzati per le varie funzioni della parrocchia dei Santi Giacomo e Filippo:
- Messa feriale: I e II a distesa[3]
- Messa festiva: I, II, III e IV a distesa
- Messa di una festa del Signore: I, II, III, IV e V a distesa
- Messa di una solennità: concerto[4] solenne a 5 campane
- Messa solenne: concerto solenne a 5 campane
- Recita del Santo Rosario: melodia[5] mariana
- Battesimi: I, II, III e IV a distesa
- Matrimoni: I, II, III, IV e V a distesa
- Funerali: concerto da morto con II, III e IV a bicchiere
- Ufficio solenne dei defunti: concerto funebre solenne a 5 campane
- Lodi & Vespri: il segno corrisponde al grado della festa / solennità
- Adorazione eucaristica: I, II e III a distesa
- Benedizione eucaristica: V a distesa
- Confessioni: I a distesa
- Confessioni comunitarie: I, II, III e IV a distesa
- Nascita (non più annunciata): melodia a festa
- Agonia di un fedele (non più annunciata): III a bicchiere
- Agonia di un sacerdote: IV a bicchiere
- Agonia del parroco: concerto funebre solenne a 5 campane
- Agonia dell'arcivescovo: V a distesa con concerto funebre solenne a 5 campane
- Agonia papale: V a bicchiere con concerto funebre solenne a 5 campane
- Agonia di Nostro Signore Gesù Cristo: V a distesa
- Angelus Domini feriale: I, II e III a distesa
- Angelus Domini festivo: I, II, III e IV a distesa
- Angelus Domini di una festa del Signore: I, II, III, IV e V a distesa
- Angelus Domini di una solennità: concerto solenne a 5 campane

Le campane suonano un quarto d'ora prima della celebrazione, salvo casi eccezionali di particolare solennità, quali la festa del paese o i vespri solenni durante il tempo di Natale o durante il tempo di Pasqua. Durante la vigilia di Natale, le campane suonano tre volte a distanza di 30 minuti per annunciare la celebrazione della nascita del Signore.

## Organo a canne
La chiesa parrocchiale possiede un pregevole organo, costruito nel 1870 dalla ditta Carlo Aletti di Monza e collocato nella cantoria sopra il portone centrale. Non ci è dato sapere se vi fosse un organo precedente all'attuale; la presenza di un numero considerevole di campane e arredi al 1870, ci fa pensare che Aletti si impegnò ad ampliare un organo già esistente, sostituendo praticamente tutte le canne e rinchiudendolo all'interno di una bellissima cassa armonica che ben si intona con la balconata lignea, deliziosamente decorata. L'organo è carico di ance, data l'influenza che la scuola francese ebbe sull'organaro monzese; l'organo è stato sottoposto a due significativi interventi di pulitura e accordatura nel 1925 e nel 1933.
La consolle si inserisce a finestra, appena al di sotto dello stagliarsi delle canne del registro principale, e comprende una tastiera di 61 note: i tasti diatonici sono in osso, mentre i cromatici sono rivestiti di ebano. La pedaliera è parallela alla consolle e leggermente a leggio: essa comprende ben 24 tasti, con il risultato di suonare una sola ottava completa di note, che si ripetono (12 note in tutto).
L'organo era noto per la sua potenza e per il fatto che l'organista fosse completamente cieco, ma cacape di produrre delle melodie sublimi, che pian piano si spensero con lo spegnersi del povero organista; con la morte dello storico suonatore, l'organo venne utilizzato raramente. Dopo diversi decenni di disuso l'organo è stato restaurato, riacquistando lo splendore originale, e inaugurato nella celebrazione vespertina della vigilia dell'Immacolata Concezione, 7 dicembre 2016. Lo strumento viene utilizzato per accompagnare le funzioni festive e talvolta per deliziare l'orecchio a scopo culturale e spirituale, in alcune elevazioni note come "Vespri d'organo".
L'organo è a trasmissione meccanica, con una tastiera di 61 note (Do-1-Do6) e pedaliera di 12 note (Do1-Si1). La divisione bassi e soprani è Do#3 - Re3. I registri sono 36, disposti su due colonne alla destra della consolle di suono.

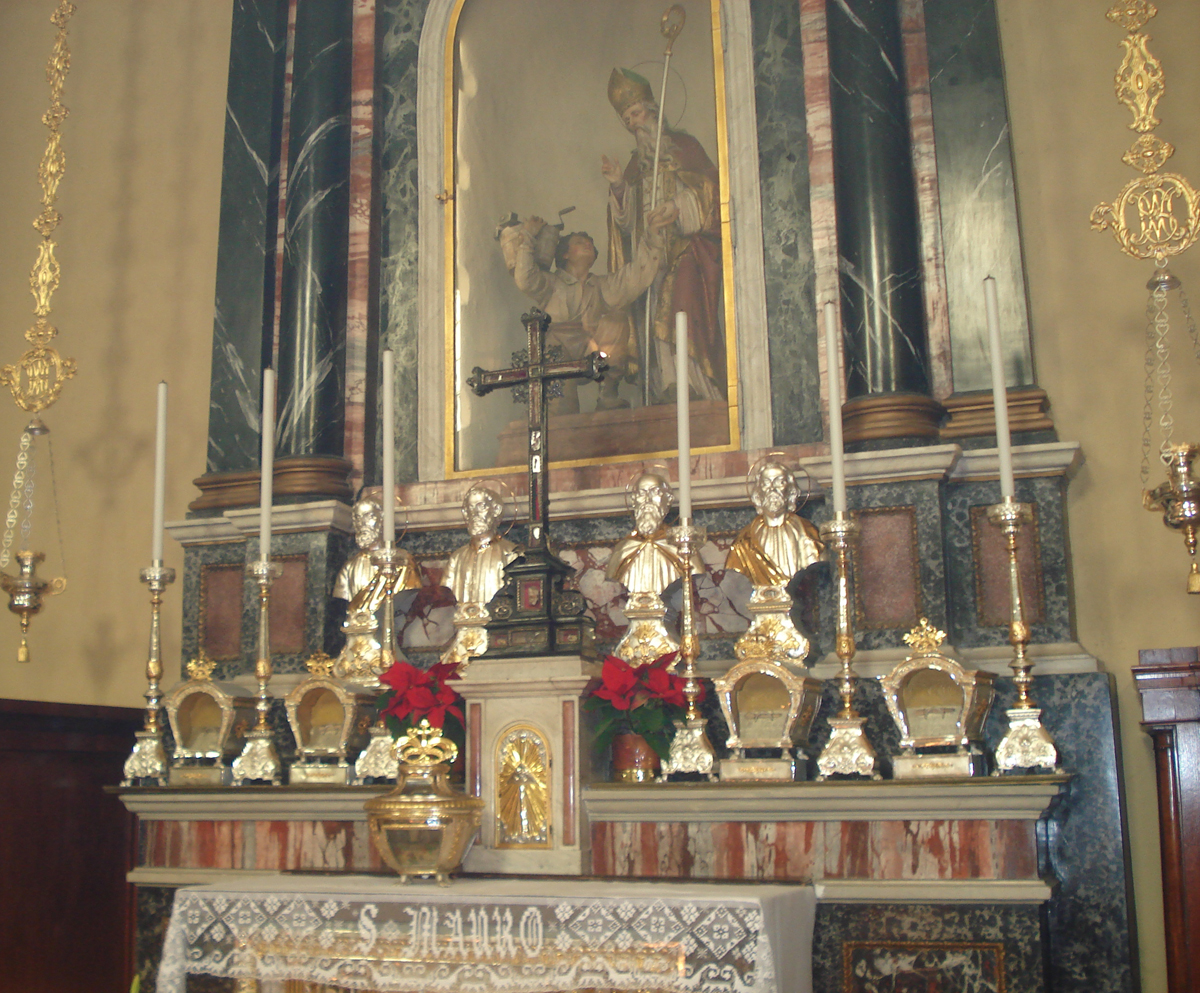
Altare di San Mauro parato a festa, in occasione della memoria del santo

## Ricorrenze, feste e solennità
Gennaio

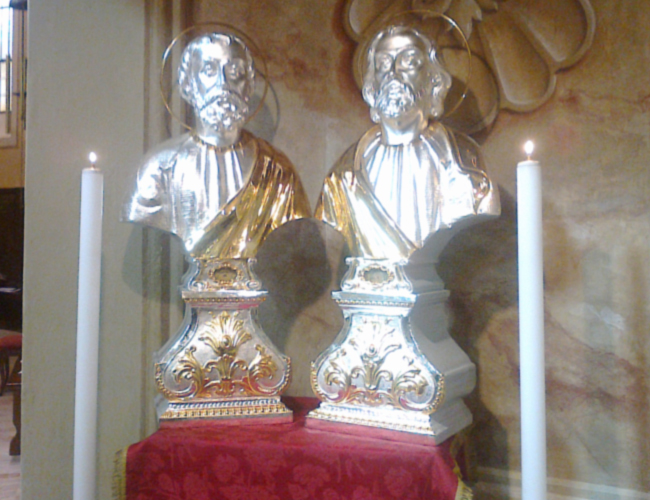
I bustini contenenti le reliquie dei santi Giacomo e Filippo

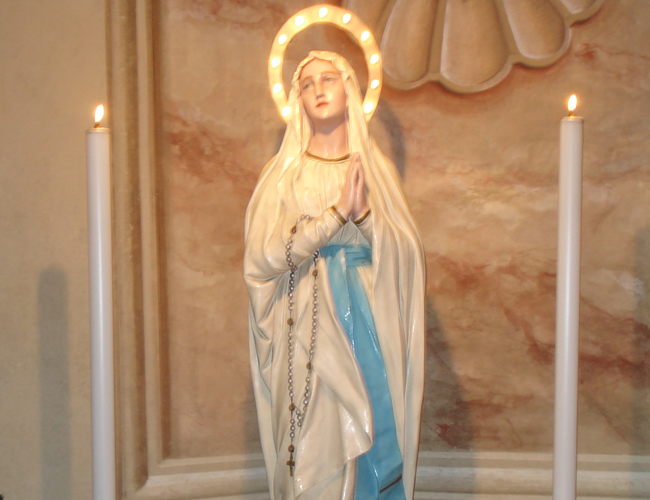
La statua della Madonna durante la Novena dell'Immacolata

- 1º gennaio - Ottava del Natale nella circoncisione del Signore
- 6 gennaio - Epifania del Signore
- 15 gennaio - San Mauro abate, compatrono
- Domenica dopo l'Epifania - Battesimo del Signore
- Ultima domenica di gennaio - Santa Famiglia di Gesù, Giuseppe e Maria

Febbraio
- 2 febbraio - Presentazione del Signore

Marzo
- 19 marzo - San Giuseppe, sposo della Beata Vergine Maria
- 25 marzo - Annunciazione del Signore

Maggio
- 3 maggio - Santi Apostoli Giacomo e Filippo, patroni di Cornaredo
- 31 maggio - Visitazione della Beata Vergine Maria

Giugno
- 24 giugno - Natività di San Giovanni Battista
- 29 giugno - Santi Apostoli Pietro e Paolo

Agosto
- 6 agosto - Trasfigurazione del Signore
- 15 agosto - Assunzione della Beata Vergine Maria

Settembre
- Prima domenica di settembre - Anniversario di dedicazione della chiesa parrocchiale
- Lunedì successivo alla prima domenica di settembre - Commemorazione dei fedeli defunti della parrocchia
- 8 settembre - Natività della Beata Vergine Maria
- 14 settembre - Esaltazione della Santa Croce

Ottobre
- Terza domenica di ottobre - Dedicazione del Duomo di Milano, chiesa madre dei fedeli ambrosiani

Novembre
- 1º novembre - Solennità di Tutti i Santi
- 2 novembre - Commemorazione di tutti i fedeli defunti
- 4 novembre - San Carlo Borromeo, arcivescovo e compatrono della diocesi di Milano
- Ultima domenica dopo la Dedicazione - Nostro Signore Gesù Cristo Re dell'Universo

Dicembre
- 7 dicembre - Sant'Ambrogio, vescovo e patrono della diocesi di Milano
- 8 dicembre - Immacolata Concezione della Beata Vergine Maria
- Ultima domenica di Avvento - Domenica della Divina Maternità di Maria
- 25 dicembre - Natale di Nostro Signore Gesù Cristo
- 26 dicembre - Santo Stefano
- 27 dicembre - San Giovanni Evangelista
- 28 dicembre - Santi Innocenti

### Solennità mobili
La data della Santa Pasqua fu stabilita nel 325 dal Concilio di Nicea, in modo che cadesse la domenica successiva alla prima luna piena, dopo l'equinozio di primavera (21 marzo).
Di conseguenza, essa è sempre compresa nel periodo dal 22 marzo al 25 aprile.
- Domenica prima di Pasqua - Domenica delle Palme nella passione del Signore
- Giovedì prima di Pasqua - Giovedì Santo in Coena Domini
- Venerdì prima di Pasqua - Venerdì santo nella passione
- Sabato prima di Pasqua - Sabato Santo
- Domenica successiva alla prima luna piena - Domenica di Pasqua nella risurrezione di Nostro Signore Gesù Cristo
- II Domenica di Pasqua - Domenica in Albis Depositis
- Giovedì dopo la VI Domenica di Pasqua - Ascensione del Signore
- II Domenica dopo l'Ascensione - Pentecoste
- Domenica dopo Pentecoste - Solennità della Santissima Trinità
- Giovedì dopo la SS. Trinità - Sacratissimi Corpo e Sangue di Cristo
- Venerdì dopo la II Domenica dopo Pentecoste - Sacratissimo Cuore Gesù (Anniversario di costituzione della comunità pastorale con San Pietro all'Olmo)